# ياسماني كوبيلو
ياسماني كوبيلو (مواليد 15 أبريل 1987) هو عداء تركي كوبي المولد،متخصص في سباقات 400 متر حواجز.
1. ↑  Olympedia (بالإنجليزية), 2006, QID:Q95606922
2. 1 2  "Yasmani Copello" (بالإنجليزية).
3. ↑   https://www.cumhuriyet.com.tr/haber/tokyo-2020de-yasmani-copello-escobar-400-metre-engelli-yari-finalinde-ucuncu-oldu-1857070. {{استشهاد ويب}}: |url= بحاجة لعنوان (مساعدة) والوسيط |title= غير موجود أو فارغ (من ويكي بيانات) (مساعدة)